# Starlite

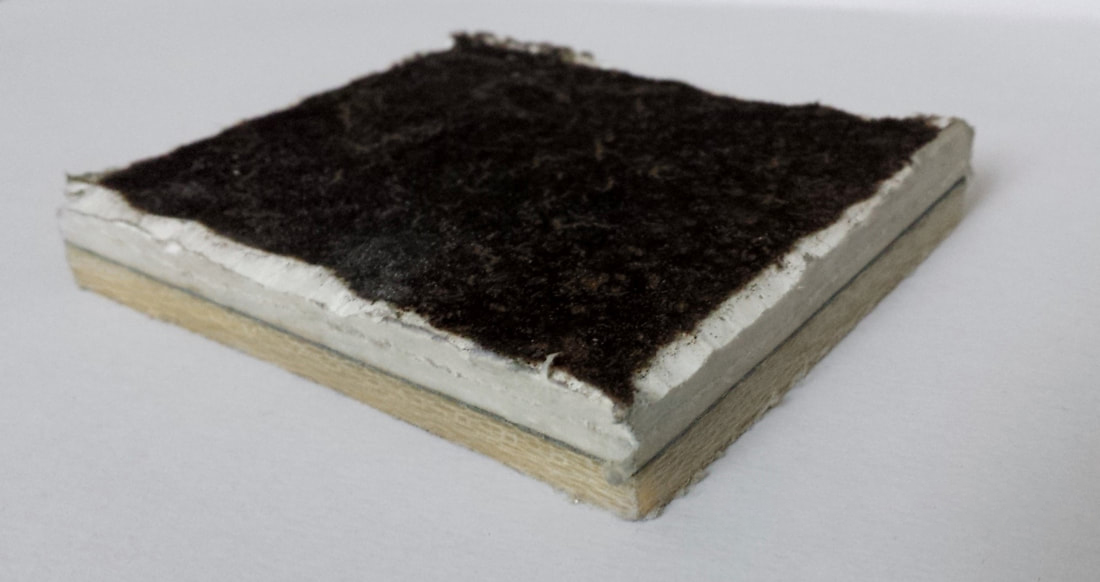
Muestra de Starlite

Starlite es un material parecido al plástico, que según afirma su inventor, es capaz de soportar grandes temperaturas sin inmutarse. Supuestamente no es que no se derrita, sino que una vez se retira del contacto con estas altas temperaturas, su tacto es frío. Fue inventado por el peluquero y químico aficionado Maurice Ward (1933-2011). Durante los años 1970 y 1980, y recibió mucha publicidad en 1993 gracias a la cobertura en el programa de la ciencia y la tecnología Tomorrow's World. El nombre del material Starlite se debe a unos dibujos animados de la época que eran los preferidos de la nieta de Ward, llamada Kimberly. 
A pesar del supuesto interés de la NASA y otras grandes compañías tecnológicas, Maurice Ward, nunca reveló la composición de Starlite, que aún se desconoce. Maurice Ward, una vez mencionó que su familia cercana conoce el proceso de fabricación, pero después de su muerte ni su esposa ni a ninguno de sus cuatro hijas han producido ningún ejemplo para demostrar que conocen el proceso.

## Propiedades
Bajo pruebas, Starlite se afirma que es capaz de resistir el ataque por un rayo láser que podría producir una temperatura de 10 000 °C (Starlite puede haber reflejado parte del haz, sin embargo, que habría bajado la temperatura). Las demostraciones en vivo en el Tomorrow's World y de la BBC Radio 4 mostraron que Starlite podía mantener un huevo (recubierto en el material) en bruto, y lo suficientemente fría para ser recogidos con la mano desnuda, incluso después de cinco minutos de ataque con un soplete. También evitaría que un soplete dañara una mano humana.
Marcos Miodownik, científico de materiales, describe a Starlite como uno de los materiales que más les gustaría ver por sí mismo.

## Comercialización
Maurice Ward, permitió varias organizaciones como el Establecimiento de Armas Atómicas y ICI para realizar pruebas en muestras, pero no les permitió conservar muestras por temor a la ingeniería inversa. Su demanda de quedarse con la propiedad del 51 % de la fórmula de Starlite y la creencia de que esta tecnología valía miles de millones de dólares, una medida que pudo haber obstaculizado la comercialización de Starlite.
Aunque Maurice Ward, afirmó conversaciones con varias organizaciones como la NASA, que era muy protector de la composición por miedo a perder el control de los derechos sobre el material (ni siquiera dejando muestras de su presencia). En el momento de su muerte (mayo de 2011), no parecía haber ninguna comercialización de Starlite, y la formulación del material no se ha lanzado al público. Al parecer, sólo reveló la composición del material a su familia.

## Composición
La composición de Starlite es un secreto muy bien guardado, pero se dice que contiene una variedad de polímeros (orgánicos) y co-polímeros con ambos aditivos orgánicos e inorgánicos, incluyendo boratos y pequeñas cantidades de cerámica y otros ingredientes de barrera especiales (hasta 21 en total). Quizás únicamente para un material de afirmado ser térmica y la onda expansiva a prueba, que se afirma que es no totalmente inorgánico, pero hasta el 90 % orgánicos.

## Material termoprotector
Esta invención ganó mucha publicidad en la década de 1990, después de aparecer en el programa de la televisión británica Tomorrow's World, aislando del calor del soplete a un huevo cubierto de Starlite. Después de 5 minutos de contacto directo con la llama, se cortó el huevo, revelando que estaba completamente crudo. El invento funcionó tan bien que el huevo ni siquiera empezó a cocinarse. Maurice Ward repitió la prueba en varios vídeos de Youtube.